# San Michele (Piazza al Serchio)
San Michele è una frazione del comune di Piazza al Serchio, in Garfagnana, in provincia di Lucca.
Situato su un poggio tra Piazza al Serchio e Nicciano, il paese è diviso in due parti dal torrente Acqua bianca; le due borgate comunicano tra loro mediante il trecentesco ponte in pietra ad un solo arco costruito, stando alle memorie, dai nobili Spinetta, feudatari del castello.
Dell'antico castello vediamo le imponenti mura ancorate a rocce vulcaniche; la presenza di muratura a filari ci fa pensare che queste fossero le antiche mura di cinta del castello più volte trasformato con il trascorrere dei secoli, fino ad inglobare le mura stesse. Sotto, il borgo medioevale conserva antichi palazzi e resti di fortificazioni.

## Storia
Borgo medioevale contemporaneo di Sala, dove ancora tutto ci parla di feudalesimo.
L'origine dell'insediamento, sia pure in assenza di conferme archeologiche sicure, si può far risalire all'epoca dell'invasione longobarda per almeno due buoni motivi: innanzitutto la dedicazione all'arcangelo Michele è tipica di questo popolo che, frettolosamente cristianizzato sia pure nell'eresia ariana dei suoi capi, aveva una particolare devozione per questo angelo guerriero che forse in qualche modo ricordava le antiche divinità germaniche; in secondo luogo i “Domini Loci”, ossia i nobili di San Michele, sono di origine longobarda come tutte le consorterie che nell'alto medioevo esercitarono il potere feudale su molti paesi della Garfagnana.
Terminato il periodo feudale, San Michele si costituì in comunità dotata di propri statuti e facente parte della vicaria di Camporgiano di cui seguì le sorti passando alternativamente sotto la dominazione dei lucchesi, pisani, fiorentini e dei Malaspina, finché nel 1446, dopo un lungo periodo di anarchia e convulsi avvenimenti, il comune di San Michele, come quasi tutti gli altri paesi della vicaria, si pose sotto la signoria del marchese Leonello d'Este.
San Michele e buona parte della Garfagnana rimasero da allora legati, salvo brevissimi periodi, agli Estensi e segnarono le sorti del Ducato di Modena fino al 1860 quando, a seguito del suffragio dei cittadini, entrarono a far parte del Regno d'Italia.
Oggi viene menzionato anche come uno dei punti situati lungo la cosiddetta linea di San Michele, ossia una retta immaginaria che unisce diversi luoghi di culto dedicati a questo arcangelo sul continente europeo.